# Madonna delle Nuvole
La Madonna dell'umiltà, detta anche Madonna delle Nuvole, è un'opera attribuita a Donatello o alla sua bottega, conservata nel Museum of Fine Arts di Boston. Si tratta di un rilievo marmoreo rettangolare  databile agli anni 1430.

## Storia
La scultura è nota solo dal 1902, quando figurò nelle collezioni di Quincy Adams Shaw, il quale disse poi di esserne genericamente venuto in possesso a Roma. Suo figlio Quincy Adams Shaw Jr. e la moglie la donarono poi nel 1917 al Museo di Boston, dove pervenne il 29 marzo di quell'anno.

## Descrizione e stile
La Madonna dell'umiltà è un tema iconografico in uso fin dall'inizio del XIV secolo, che mostra la Vergine seduta in terra col Bambino, a differenza della Maestà che la raffigura in trono. All'inizio tali scelte iconografiche erano legate al ruolo della Chiesa (simboleggiata dalla Vergine), che gli ordini mendicanti volevano umile e al livello della gente. In seguito rimase un tema apprezzato, soprattutto nelle opere di devozione privata. Ma Donatello in questo caso rinnova il tema ponendo la Madonna tra le nuvole, in qualità di regina del cielo.
La tavoletta in questione era quasi sicuramente destinata alla preghiera nel proprio domicilio di qualche ricco committente.
L'attribuzione a Donatello o alla sua bottega è controversa, per via della diversa qualità stilistica delle figure: se la resa con lo stile "stiacciato" della Madonna e del Bambino, con i loro ampi mantelli che appaiono morbidi e naturali, è impeccabile, dall'altro lato gli angeli sono di qualità inferiore, con i volti resi con minore efficacia. Il volto della Madonna è serio ed espressivo, sottolineato da un rilievo leggermente più pronunciato (si parla comunque di pochi millimetri), che genera un'ombra di contorno che la stacca, per contrasto, dai soggetti circostanti. La mancanza di sentimenti gioiosi dà un senso di malinconia, che filtra attraverso il senso di consapevolezza della Madonna della sorte tragica del figlio.
Gli angeli sono in tutto sette e sono disposti in varie posizioni attorno alle due figure divine.